# جائحة فيروس كورونا في بنسلفانيا 2020
أُكِّد وصول جائحة كوفيد-19 إلى ولاية بنسلفانيا الأمريكية في مارس 2020. حتى 17 مايو 2020، أكدت مديرية الصحة في بنسلفانيا وجود 62,234 حالة إصابة و4,418 وفاة في الولاية.

## خلفية
في 12 يناير 2020، أكدت منظمة الصحة العالمية عن ظهور فيروس كورونا المستجد كسبب للمرض التنفسي الذي أصاب مجموعة من الأشخاص في مدينة ووهان، مقاطعة خوبي، الصين، إذ أُبلغ عنهم إلى منظمة الصحة العالمية في 31 ديسمبر 2019. كانت نسبة الوفيات بين الحالات المُشخصة بكوفيد-19 أقل بكثير من جائحة فيروس سارس في عام 2003، لكن انتقال العدوى كان أكبر، والوفيات أيضًا.

## الخط الزمني
قالب:بيانات جائحة فيروس كورونا 2019–20/مخطط الحالات الطبية في الولايات المتحدة/بنسلفانيا

### مارس
- في 6 مارس، أبلغ الحاكم توم وولف عن أول حالتي كوفيد-19 مؤكدتين في مقاطعة ديلاوير ومقاطعة واين.[7][8] نُسِبت كلتا الحالتين للسفر –إحداهما إلى ولاية أخرى ضمن الولايات المتحدة والأخرى إلى أوروبا.[9][10][11]
- في 9 مارس، أُكِّدت 4 حالات جديدة ما رفع الإجمالي إلى 10.
- في 10 مارس، أُكِّدت حالتان جديدتان ما رفع الإجمالي إلى 12.[12]
- في 13 مارس، أعلن الحاكم وولف أن كل مدارس بنسلفانيا ستغلق مدة أسبوعين على الأقل.[13] بالإضافة إلى ذلك، أُلغِيت برامج المنتزهات.[14]
- بحلول 17 مارس، كان هناك 96 حالة في الولاية، كان أكثر من نصفهم في منطقة فيلادلفيا، وكانت العدد الأكبر في مقاطعة مونتغومري.[15]
- في 18 مارس، أبلغت مديرية الصحة عن أول حالة وفاة متعلقة بالفيروس، وهو مريض في حرم جامعة سانت لوك الموجود في بلدة فاونتن هيل في مقاطعة نورثهامبتون.[16][17]
- في 19 مارس، أمر الحاكم وولف بإغلاق كامل على مستوى الولاية لكل «الأعمال التجارية غير الداعمة للحياة» مع بدأ تنفيذ هذا الأمر في الساعة 12:01 من صباح يوم السبت 21 مارس.[18] ألغت مديرية تعليم بنسلفانيا جميع التقييمات على مستوى الولاية بما في ذلك اختبارات PSSA، وامتحانات كي ستون، ونظام التقييم البديل في بنسلفانيا، وذلك طوال الفترة المتبقية من العام الدراسي 2019 – 2020.[19]
- في 21 مارس، أعلنت مديرية صحة الولاية عن ثاني حالة وفاة بالإضافة إلى 103 حالة جديدة. حدثت الوفاة الثانية في مقاطعة أليني. قالت رايتشل ليفاين، مديرة الصحة في ولاية بنسلفانيا، خلال مؤتمر صحفي «إن تطبيق ملجأ في المكان على مستوى الولاية ليس أمرًا مطروحًا».[16][20]
- في 22 مارس، أُبلِغ عن 273 حالة جديدة ما رفع العدد الكلي إلى 644. حدثت الوفاة السادسة في مقاطعة مونتغومري.[21][22]
- في 25 مارس، أُلقِي القبض على امرأة عمرها 35 عامًا في بلدة هانوفر في مقاطعة لوزيرن بتهمة السعال والبصق المتعمد على طعام في سوبرماركت جيريتي. ألقت تهديدات شفهية حول كونها مصابة بكوفيد-19 وقد اتهِمت بتهمتي إرهاب وتهمتي وجنايتين أخرتين بالإضافة إلى جنحة لمحاولة سرقة علبة بيرة. كان على السوبرماركت أن ترمي بضائع بقيمة 35,000 دولار، وقد رفعت منذ ذلك الحين أجر الموظف بنحو دولار في الساعة. يجري فحص المرأة لكوفيد-19.[23]
- في 28 مارس، أصدر الحاكم توم وولف أمرًا بالبقاء في المنزل على مستوى مقاطعات بيفر، وبتلر، وويستموريلاند، وسنتر، وواشنطن، وفقًا لبيان من هاريسبيرغ. أعلن الحاكم عن 533 حالة جديدة ما رفع إجمالي عدد الحالات في الولاية إلى 2,751. حدث أعلى ارتفاع في مقاطعة فيلادلفيا.[16]

### أبريل
- في 1 أبريل، وسّع الحاكم وولف نطاق أمر البقاء في المنزل ليشمل كل الولاية ويسري تطبيقه ابتداءً من الساعة 8:00 مساءً.
- في 3 أبريل، طلب الحاكم وولف سكان بنسلفانيا ارتداء أغطية قماشية للوجه في الأماكن العامة. قللت ولاية فيلادلفيا إعادة التدوير إلى مرة كل أسبوعين بسبب نقص الموظفين.[24]
- في 9 أبريل، أمر الحاكم وولف رسميًا إغلاق كل مدارس بنسلفانيا حتى نهاية العام الدراسي. صرّح بأنهم سيستأنفون كل الصفوف عن طريق غرف غوغل وأدوات الدروس الأخرى عبر الإنترنت. لم يكن قد صرّح بعد إذا كان تخريج دفعة 2020 سيُؤجَّل أو يُلغَى.[25]
- في 15 أبريل، أصدرت الدكتورة ليفاين (مديرة الصحة في ولاية بنسلفانيا) أمرًا باتخاذ احتياطات السلامة بالنسبة للأعمال التجارية الضرورية (ما عدا المشافي).[26]
- في 17 أبريل، وضع الحاكم وولف خطة لتقديم الإغاثة لسكان بنسلفانيا (المرحلة 1)، وإعادة فتح الولاية تدريجيًا (المرحلة 2)، والتعافي من هذا الوضع (المرحلة 3).[27]

### مايو
- في 7 مايو، مدد الحاكم وولف أمر البقاء في المنزل حتى 4 يونيو. على أي حال، ابتداءً من 8 مايو، ستتحول حالة 24 مقاطعة من الأحمر إلى الأصفر ما يسمح بإعادة فتح بعض الأعمال التجارية.[28]

## الاستجابة الحكومية
نتيجة لجائحة فيروس كورونا، فرض الحاكم وولف إجراءات تباعد اجتماعي في مقاطعات بوكس، وتشيستر، وديلاوير، ومونتغومري في ضواحي فيلادلفيا إلى جانب مقاطعة أليني في منطقة بيتسبرغ، الأمر الذي يحث إغلاق الأعمال التجارية غير الضرورية مثل المولات، ودور السينما، والكازينوهات. ستبقى الأعمال التجارية الضرورية مثل محطات الوقود، ومتاجر البقالة، والصيدليات، مفتوحة. ستكون الخدمات الضرورية مثل الشرطة، والإطفاء، وخدمات الطوارئ الطبية، متاحة. ابتداءً من 16 مارس، ستُغلَق المطاعم والحانات الموجودة في هذه المقاطعات أبوابها في وجه الزبائن الداخليين. ابتداءً من 17 مارس، ستُغلَق متاجر فاين وأين& غود سبيريتس الموجودة في هذه الضواحي الأربعة لولاية فيلادلفيا. بالإضافة إلى ذلك، لم يُشجَّع السفر غير الضروري. فُرِضت سياسة عدم وجود زوار في منشآت الإصلاح، ودور رعاية المسنين، على مستوى الولاية.
في 22 مارس، أصدر عمدة فيلادلفيا جيم كيني أمر بالبقاء في المنزل على مستوى المدينة، على أن يبدأ تطبيقه في اليوم التالي في الساعة 8:00 صباحًا. يوم الاثنين 23 مارس، أصدر الحاكم وولف أوامر إضافية بالبقاء في المنزل على مستوى 7 مقاطعات أخرى هي: بوكس، وتشيستر، وديلاوير، ومونتغومري، ومونرو، وأمرًا إضافيًا من أجل مقاطعة فيلادلفيا، على أن يسري مفعوله في الساعة 8:00 من مساء نفس اليوم.
- في 16 مارس، وُسِّعت إجراءات التباعد الاجتماعي لتشمل كل الولاية، بينما أمر عمدة فيلادلفيا جيني كيني بإغلاق الأعمال التجارية غير الضرورية وحكومة المدينة مدة أسبوعين.[31] ابتداءً من 17 مارس، ستعمل قطارات السكك الحديدية الإقليمية سيبتا (SEPTA) في منقطة فيلادلفيا وفق جدول يوم السبت المُعزَّز مدة أسبوعين نظرًا لنقص الركاب والموظفين. بالإضافة إلى ذلك، ستعيد سيبتا تكاليف التصاريح غير المستخدمة والمستخدمة جزئيًا.[32]
- في 19 مارس، أعلنت مديرية التعليم في الولاية أن كل التقييمات على مستوى الولاية ستُلغَى فيما ما تبقى من العام الدراسي 2019 – 2020.[33]
- في 22 مارس، أعلن الحاكم توم وولف أن مجلس البرلمان من المحتمل أن يؤجل انتخاباته التمهيدية الديمقراطية والجمهورية من 28 أبريل حتى 2 يونيو.[34]
- في 27 مارس، وقع وولف قرار تأجيل الانتخابات الأولية حتى 2 يونيو.[35]

## التأثير على الرياضة
تأثرت معظم الفرق الرياضية في الولاية. بدأت عدة دوريات تؤجل أو تعلّق مواسمها بدءًا من 12 مارس. ألغى دوري كرة القاعدة الرئيسي ما تبقى من تدريب الربيع في ذلك التاريخ، وفي 16 مارس، أعلن أن الموسم سيُؤجَّل حتى إشعار آخر، وذلك بعد توصيات مراكز مكافحة الأمراض واتقائها بتحديد الفعاليات التي فيها أكثر من 50 شخصًا على مدى الأسابيع الثمانية القادمة ما أثر على موسم فيلادلفيا فيليز وموسم بيتسبورغ بايرتس. في 12 مارس أيضًا، أعلنت الرابطة الوطنية لكرة السلة (إن بي أيه) أن الموسم سيُعلَّق مدة 30 يومًا ما أثر على موسم فيلادلفيا 76ers. في دوري الهوكي الوطني، عُلِّق الموسم مدة غير محددة ما أثر على موسم بيتسبيرغ بينجوينز وموسم فيلادلفيا فلايرز.
في رياضات الجامعات، ألغت الرابطة الوطنية لرياضة الجامعات كل مسابقات فصلي الشتاء والربيع، وخاصة بطولتي ديفيجن 1 للرجال وكرة السلة للنساء ما أثر على الكليات والجامعات على مستوى الولاية. في 16 مارس، ألغت الرابطة الوطنية لرياضة الجامعات للصغار أيضًا ما تبقى من مواسم الشتاء بالإضافة إلى مواسم الربيع.

## إحصائيات
قالب:بيانات جائحة فيروس كورونا 2019–20/الحالات الطبية في بنسلفانيا حسب المقاطعة